# Cranc de Kamtxatka
El cranc de Kamtxatka (Paralithodes camtschaticus) és una espècie crustaci decàpode de l'infraordre Anomura. És un cranc natiu del Mar de Bering. L'envergadura de les seves potes arriben a fer 1,8 metres i és molt pescat.

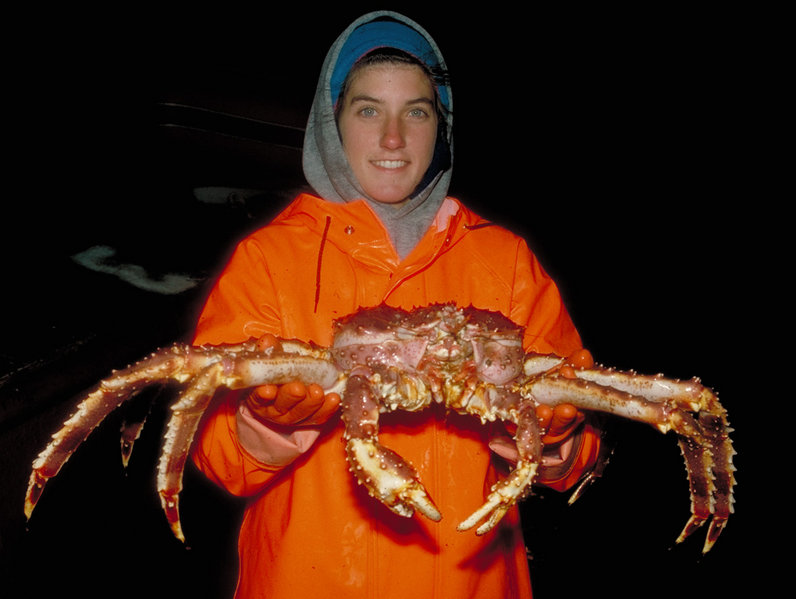
P. camtschaticus